# Paolo Almerico
Paolo Almerico est un chanoine et mécène italien du XVIe siècle. Il est surtout connu comme commanditaire de la Villa Almerico Capra.

## Biographie
Paolo Almerico devient prêtre puis chanoine et fait carrière au Vatican. Il est référendaire apostolique du pape Pie IV, puis de Pie V. Il possède alors un palais en ville.
« Après avoir longtemps voyagé, pour se rendre recommandable », Almerico se retire en Vénétie où il se fait construire un monument à sa gloire et à celle de sa gens, la Villa Almerico. Il choisit pour cela une de ses terres un peu à l'écart, avec une situation « aussi belle et aussi avantageuse qu'on la saurait désirer ». Il en confie l'exécution à l'architecte Andrea Palladio, qui en dresse les plans en 1566 et commence à l'édifier. Trois ans après, en 1569, la plupart du gros œuvre est terminé et Almerico peut déjà y habiter.
Lorsque Almerico meurt en 1589, sa villa n'est pas complètement terminée. Elle est rachetée par la famille Capra et s'appelle depuis la « Villa Almerico Capra » ; elle est surnommée « Villa Rotonda ».